# Новосёловка (Глобинский район)
Новосёловка (укр. Новоселівка) — село,
Жуковский сельский совет,
Глобинский район,
Полтавская область,
Украина.
Код КОАТУУ — 5320682205. Население по переписи 2001 года составляло 132 человека.

## Географическое положение
Село Новосёловка находится в 3 км от села Жорняки и в 4 км от села Гриньки.

## История
- 2008 — изменён статус с посёлка на село [2].

## Экономика
- Молочно-товарная ферма.